# Senegambia (confederatie)
De Confederatie van Senegambia is de unie die tussen 1982 en 1989 twee West-Afrikaanse landen, Senegal en Gambia verbond, om samenwerking tussen de twee naties te bevorderen, vooral op het gebied van buitenlandse zaken en interne communicatie. Met name was het noodzakelijk voor Senegal om Casamance te ontsluiten, een regio in het zuiden van Senegal, die gedeeltelijk door Gambiaans grondgebied geïsoleerd werd van de rest van het land.

## Geschiedenis
Het unieprincipe was vastgesteld sinds de onafhankelijkheid. Toen de Gambiaanse president Dawda Jawara op 30 juli 1981 het slachtoffer was van een staatsgreep, kwam het leger van Senegal hem te hulp en herstelde de situatie in een paar dagen.
Het pact werd officieel aangekondigd op 14 november 1981 tijdens een ceremonie in Banjul (de hoofdstad van Gambia), ondertekend op 17 december 1981 door de Senegalese president Abdou Diouf en zijn Gambiaanse collega Dawda Jawara, en in werking getreden op 1 februari 1982.
Ondanks de door sommigen geuite wens om de confederatie als basis voor de bouw van een Senegambiaanse staat te zien, werd de confederatie van Senegambia voor het eerst bevroren in augustus 1989 op verzoek van Abdou Diouf en vervolgens op verzoek van Senegal ontbonden op 30 september 1989, omdat te uiteenlopende belangen de twee landen scheidden.

## Praktijk
Het verdrag tussen de twee staten, dat aan iedereen het behoud van hun soevereiniteit en hun onafhankelijkheid bevestigde, schetste de confederatie van verschillende organen: een president (noodzakelijkerwijs een Senegalees), een vice-president (noodzakelijkerwijs een Gambiaan), een regering (samengesteld uit vijf Senegalezen en vier Gambianen) en één parlement (samengesteld uit 40 Senegalezen en 20 Gambianen). Heel klassiek was deze confederatie verantwoordelijk voor de coördinatie van het beleid inzake buitenlandse zaken. Dit was ook bedoeld om de communicatie binnen de twee staten te verbeteren.